# 瞻星角鮟鱇
瞻星角鮟鱇（学名：Ceratias uranoscopus）為輻鰭魚綱鮟鱇目棘茄魚亞目角鮟鱇科的其中一種，分布於全球的熱帶海域，屬深海魚類，棲息深度可達2091公尺，體長可達24公分。

## 擴展閱讀
維基物種上的相關：瞻星角鮟鱇